# Дебарк (вореда)
Дебарк — вореда, входящая в состав зоны Северный Гондэр эфиопского региона Амхара. Дебарк на северо-западе граничит с регионом Тыграй, на юге — с Дабатом, на западе — с Тегедой, на севере — с Адди-Аркаем, на востоке — с Ян-Аморой. Вореда названа по расположенному в ней и являющемуся крупнейшим городу Дебарку.

## Население
В соответствии с переписью, проведённой Центральным статистическим агентством Эфиопии в 2007 году, население вореды Дебарк составляло 159 193 человека, из них 80 274 мужчины и 78 919 женщин. 13,09 % жителей проживало в городах. Большинство жителей вореды (94,8 %) являются сторонниками Эфиопской православной церкви, 5,2 % назвали себя мусульманами.